# Greentech Electric Manufacture

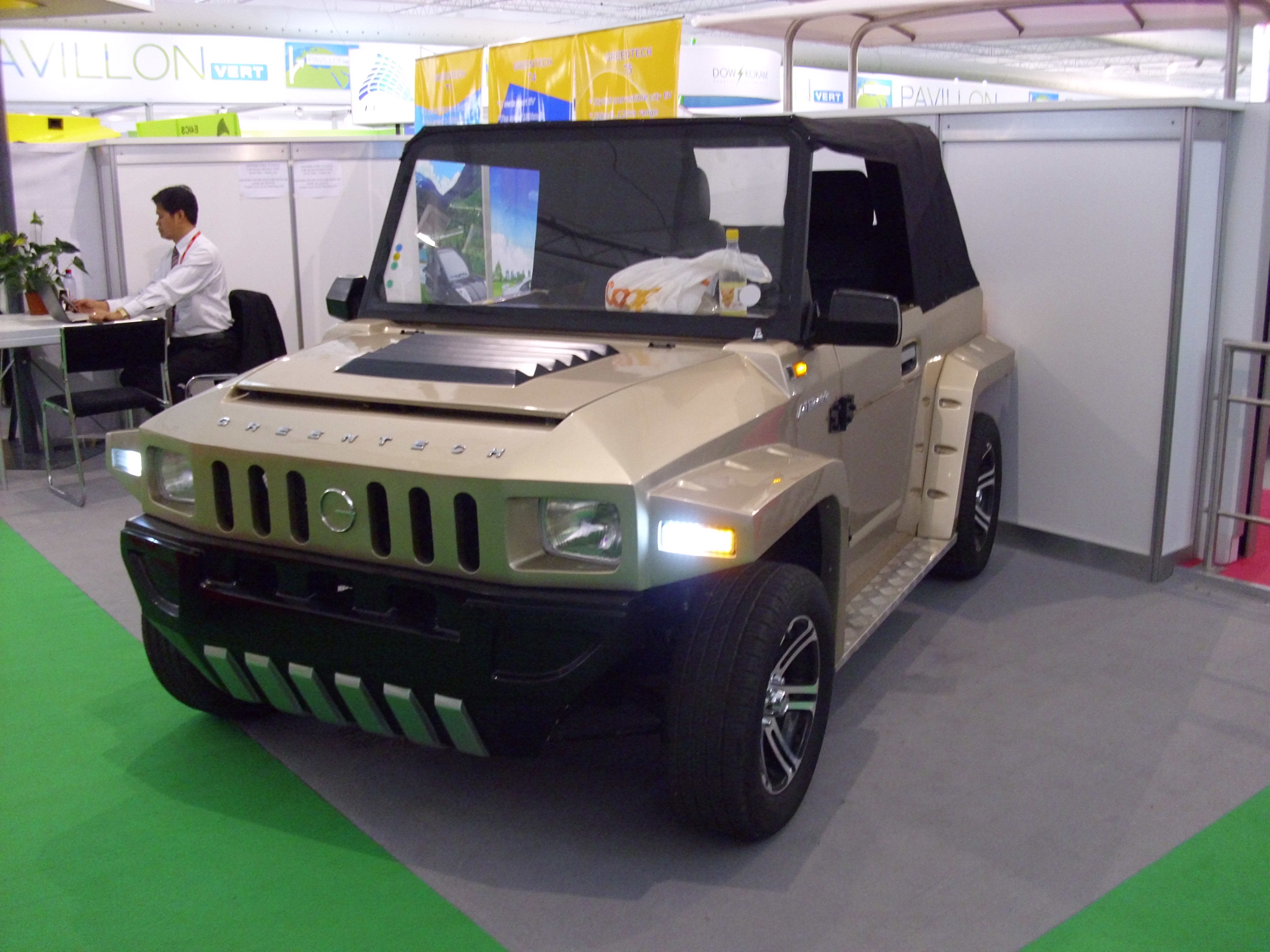
Greentech T 3 auf dem Genfer Auto-Salon

Greentech Electric Manufacture Co. Ltd. (Eigenschreibweise: GreenTech Electric Manufacture Co. Ltd.)  ist ein Hersteller von Automobilen aus der Volksrepublik China.

## Unternehmensgeschichte
Karl Soong gründete 2005 das Unternehmen in Nanning und begann mit der Produktion von Automobilen. Der Markenname lautet Greentech. 2011 stellte das Unternehmen ein Fahrzeug auf dem Genfer Auto-Salon aus. Bis 2011 sollen in China schon 300 Fahrzeuge verkauft worden sein.

## Fahrzeuge
Im Angebot stehen Elektroautos. Das Modell T 3 sollte ab 2011 in Europa ab 9500 Euro angeboten werden, sobald eine Zulassung erteilt war.

## Modellübersicht 2016
| Modell    | Kurzbeschreibung                                            | Radstand mm | Länge mm | Breite mm | Höhe mm | Quelle |
| --------- | ----------------------------------------------------------- | ----------- | -------- | --------- | ------- | ------ |
| T 1       | Dreirad mit hinterem Einzelrad und 3 oder 4 Sitzen          |             |          |           |         | [ 2 ]  |
| T 2       | Dreirad mit vorderem Einzelrad und 3 Sitzen                 | 1650        | 2505     | 1275      | 1593    | [ 3 ]  |
| T 2 Micro | Vierrädrig mit 3 Sitzen                                     | 1850        | 2700     | 1300      | 1550    | [ 4 ]  |
| T 3       | Vierrädrig mit 2 Sitzen, ähnlich einem offenen Geländewagen | 1968        | 3085     | 1665      | 1635    | [ 5 ]  |
| T 4       | Prototyp eines Coupés                                       |             |          |           |         | [ 6 ]  |
| T 5       | Roadster mit 2 Sitzen                                       |             |          |           |         | [ 7 ]  |
| T 6       | Vierrädrig mit 2 Sitzen                                     | 1886        | 2893     | 1554      | 1512    | [ 8 ]  |
| T 7       | Vierrädrig mit 4 Türen und 4 Sitzen                         |             | 3400     | 1550      | 1500    | [ 9 ]  |
| T 8       | Vierrädrig mit 4 Türen und 4 Sitzen                         |             | 3350     | 1450      | 1500    | [ 10 ] |
| T 9       | Vierrädrig mit 4 Türen und 4 Sitzen                         |             | 3050     | 1460      | 1450    | [ 11 ] |
| T 10      | Vierrädrig mit 2 Türen und 4 Sitzen                         |             | 3100     | 1910      | 1490    | [ 12 ] |
| Dual      | Vierrädrig mit 2 Türen und 2 Sitzen                         | 1560        | 2250     | 1400      | 1635    | [ 13 ] |